# Минковский, Оскар
Оскар Минковский (1858 — 1931) — немецкий медик-патофизиолог.

## Биография
Родился 13 января 1858 года в еврейской семье в местечке Алексоты Августовской губернии (ныне микрорайон города Каунаса). Высшее медицинское образование получил в Страсбургском и Кёнигсбергском университетах.
Приват-доцент Кёнигсбергского университета с 1885 по 1888 года, получил звание экстраординарного профессора в Страсбургском университете в 1888 году, а ординарного в 1905 году в Грайфсвальдском университете.
Большой известностью пользовались его работы о диабете и о желудочных болезнях. Состоял сотрудником справочников Лейдена и Нотнагеля, а также Энциклопедий Либрейха, Любарта и Остертага. В 1900 году описал синдром Минковского-Шоффара (наследственный микросфероцитоз).
Оскар Минковский скончался 18 июня 1931 года в Фюрстенберге и был погребён на Лесном кладбище Хеерштрассе.

## Семья
- Брат — математик Герман Минковский.
- Сын — физик Рудольф Минковский.